# Hedychium bordelonianum
Hedychium bordelonianum là một loài thực vật có hoa trong họ Gừng. Loài này được W.J.Kress & K.J.Williams mô tả khoa học đầu tiên năm 2003.
Loài này thuộc chi Hedychium. Hedychium bordelonianum được tìm thấy ở Myanmar. Hiện chưa có phân loài nào được ghi nhận cho loài này

.